# Rolls-Royce Motors
Rolls-Royce Motors fue, entre 1973 y 1998, la rama automotriz de la división de la marca británica Rolls-Royce Limited, refundada en 1973. Fabricaba y comercializaba los automóviles de lujo Rolls-Royce y Bentley. 

## Historia
Rolls-Royce Limited, la compañía creada por los fundadores de la marca en 1906, había sido nacionalizada en 1971 debido a serias dificultades financieras causadas en parte por el costo del desarrollo del reactor Rolls-Royce RB211. Esta última se dividió en dos entidades separadas en 1973, cuando el Gobierno Británico privatizó la división automotriz para permitir que Rolls-Royce plc, la división aeronáutica, concentrara sus esfuerzos en el diseño y la fabricación de reactores de aviones. 
En 1980, Rolls-Royce Motors, anteriormente propiedad de varios inversores en forma de acciones, fue comprada en un 90% por el fabricante británico de equipos militares Vickers. 
En la década de 1980, Rolls-Royce Motors colaboró con la dictadura militar en Brasil, brindándole información sobre los activistas sindicales de la empresa. La policía utilizó esta información para vigilar, hostigar y arrestar a sindicalistas para evitar la organización de huelgas.

## Venta al grupo BMW
En 1998, Vickers vendió Rolls-Royce Motors al grupo alemán BMW. La compañía se convirtió en Rolls-Royce Motor Cars. BMW ha instalado una nueva planta de ensamblaje en Goodwood. 

## Modelos
De 1965 a 1998, se fabricaron varios modelos: 
- 1965-1980: Silver Shadow, los primeros Rolls con un chasis monocasco, comparable a la Serie Bentley T;
- 1968-1991   : Phantom VI
- 1971-1995   : Corniche I-IV
- 1975-1986   : Camargue
- 1980-1998   : Silver Spirit / Silver Spur y Silver Dawn

Los modelos Bentley se produjeron en paralelo con los modelos Rolls-Royce, con modificaciones mínimas. 